# Forestiera reticulata
Forestiera reticulata är en syrenväxtart som beskrevs av John Torrey. Forestiera reticulata ingår i släktet Forestiera och familjen syrenväxter. Inga underarter finns listade i Catalogue of Life.